# Club Sport Uruguay
Club Sport Uruguay de Coronado is een voetbalclub uit de stad Vásquez de Coronado in de Costa Ricaanse provincie San José. De club speelt in de Segunda División de Costa Rica. Het thuisstadion van CS Uruguay is het Estadio Municipal El Labrador, dat een capaciteit heeft van 4.000 plaatsen.

## Erelijst
- Primera División de Costa Rica

1963

## Bekende (oud-)spelers
- Randall Azofeifa
- Ricardo González
- David Myrie